# 陳冲 (政治家)
陳 冲 (チェン チョン、1949年10月13日 - ）は、中華民国の政治家。財政部政務次長、合作金庫銀行董事長、永豊銀行董事長、金融監督管理委員会主任委員、行政院副院長等に歴任。2012年2月、財務・法律の専門家として行政院長に任命された。2013年2月、行政院院長を辞職し総統の顧問へ職を移した。現在は東呉大学法商講座教授を務めている。

## 参考資料
1. ↑  院長簡歴 陳冲

| 先代呉敦義 | 行政院長2012年 - 2013年 | 次代江宜樺 |

| 先代朱立倫 | 行政院副院長2010年 - 2012年 | 次代江宜樺 |

| 先代陳樹 | 金融監督管理委員会2008年 - 2010年 | 次代陳祐璋 |